# Equipo Especial de Asalto
El Equipo Especial de Asalto (特殊急襲部隊 Tokushu Kyūshū Butai?) es una unidad de operaciones especiales de la policía japonesa. Al igual que ocurre con el GSG 9 alemán o el SAS británico, buena parte de la información sobre la unidad es secreta. Su existencia fue revelada en 1996, y frecuentemente se la denomina por sus siglas en inglés SAT (Special Assault Team).

## Historia

### Antes del SAT
El precedente del SAT en Japón se constituyó después del 28 de septiembre de 1977, día en el que se produjo el llamado "incidente de Dhaka" (el secuestro del Vuelo 472 de Japan Airlines por parte del Ejército Rojo Japonés (JRA), un grupo terrorista) nacional. Como respuesta al citado acto terrorista se empezó a entrenar en Tokio y en Osaka a una unidad conocida como Special Armed Police (SAP).
Su primer incidente conocido sobrevino el 26 de enero de 1979, cuando la rama de la SAP en Tokio fue desplegada en Osaka como consecuencia de un incidente con rehenes en una sucursal del Mitsubishi Tokio Bank. En 1992, la SAP. fue desplegada en la ciudad de Machida para resolver un incidente relativo a un criminal armado.

### Establecimiento del SAT
El 21 de junio de 1995, el Vuelo 857 de All Nippon Airways fue secuestrado en el Aeropuerto de Hakodate por un hombre de 53 años llamado Fumio Kutsumi. El avión fue asaltado por miembros del SAP y el secuestrador fue capturado vivo.
Este incidente convenció a los principales responsables de la Agencia Nacional de Policía del país para la creación de una unidad más especializada para la realización de operaciones especiales. 
Así, el 1 de abril de 1996, después de un año de entrenamiento con el GSG 9 aleman, el SAS britanico y el GIGN francés, el SAT. fue establecido a partir de la SAP.

### Operaciones
- En junio de 1997, el SAT se vio envuelto en su primer caso de rehenes cuando un individuo secuestró un autobús; miembros del SAT asaltaron el vehículo y capturaron al sujeto con vida.

- El 11 de junio de 1999, un individuo armado con un rifle de caza asaltó una sucursal del Keiyo Bank en Narashino, prefectura de Chiba. La rama del SAT en Chiba fue desplegada para resolver el incidente; finalmente, el rehén fue liberado y el secuestrador se entregó, todo ello a través de las negociaciones.

- En 2000, un chico de 17 años secuestró un autobús en Fukuoka y apuñaló a un pasajero hasta la muerte ("incidente Neomugicha"); miembros del SAT asaltaron el vehículo y capturaron vivo al criminal.

- Durante la celebración de la Copa Mundial de Fútbol de 2002, el SAT participó en los operativos especiales de seguridad durante la celebración de partidos de fútbol en territorio japonés.

- La rama del SAT en Tokio participó en la captura de Yuji Takeshia, un miembro de la yakuza buscado por abatir a tiros a otro gánster y por intentar herir o matar a funcionarios policiales cuando vehículos de la policía se acercaron a su apartamento.

- En Nagoya, prefectura de Aichi, Hisato Obayashi, exmiembro de la yakuza, fue capturado por el SAT después de matar a Kazuo Hayashi, sargento de la unidad. Póstumamente ascendido a capitán, fue y sigue siendo el único miembro del SAT muerto en acto de servicio.

## Equipamiento

### Armas de fuego

#### Fusiles de asalto
- Howa Tipo 89
- Colt M4A1 (sólo para operaciones C.Q.B.)

#### Subfusiles
- Heckler & Koch MP5
  - MP5A4
  - MP5A5
  - MP5SD4
  - MP5SD6

#### Fusiles de precisión
- Heckler & Koch PSG1
- Howa Tipo 64 en versión de francotirador.
- Remington M700

#### Escopetas
- Sólo se sabe de la posesión de escopetas de las marcas Remington y Mossberg, pero nada acerca de los modelos exactos.

#### Pistolas
- Glock 19
- Heckler & Koch USP
- Heckler & Koch P9
- Sig Sauer P226
- Sig Sauer P228
- Smith & Wesson M3913 (se rumorea que la usa la rama del SAT en Hokkaidō).

### Ítems de apoyo
- Casco antibalas con visera reforzada.
- Chalecos antibalas.
- Escudo antibalas.
- Granadas Cegadoras.
- Lentes De Visión Nocturna
- Vehículo de Asalto con plataforma para uso de francotiradores.
- Equipamiento electrónico (cámaras, micrófonos, etc.).

## Organización

### Localizaciones y Áreas de Responsabilidad
- El SAT de Tokio está insertada en la 6ª. Unidad Móvil de la Oficina de Seguridad del Departamento Metropolitano de Policía de Tokio. Sus A.O.R. (Areas of Responsibility, Áreas de Responsabilidad) son el Palacio Imperial, la Dieta, la residencia del primer ministro o Kantei, el Aeropuerto Internacional de Tokio o Aeropuerto de Haneda y las legaciones diplomáticas extranjeras.

- El SAT de Osaka está insertada en la 2ª. Unidad Móvil del Departamento de Seguridad del Departamento Prefectural de Policía de Osaka. Su A.O.R. es el Aeropuerto Internacional de Kansai.

- El SAT de Hokkaido está insertada en el Departamento Prefectural de Policía de Hokkaidō. Sus A.O.R. son el Nuevo Aeropuerto de Chitose y el Aeropuerto de Hakodate.

- El SAT de Chiba está insertada en el Departamento Prefectural de Policía de Chiba. Su A.O.R. es el Aeropuerto Internacional de Narita.

- El SAT de Kanagawa está insertada en el Departamento Prefecural de Policía de Kanagawa. Su A.O.R. es el cuartel general de la 7ª. Flota de la Marina de los Estados Unidos.

- El SAT de Aichi está insertada en el Departamento Prefectural de Policía de Aichi. Su A.O.R. es el Aeropuerto Internacional Centrair Chubu.

- El SAT de Fukuoka está insertada en el Departamento Prefectural de Policía de Fukuoka. Su A.O.R. es el Aeropuerto de Fukuoka.

- El SAT de la Okinawa está insertada en el Departamento Prefectural de Policía de Okinawa. Sus A.O.R. son el Aeropuerto de Naha y varias instalaciones militares estadounidenses, como el Puerto Militar de Naha.

Además de en las instalaciones citadas, el SAT. también actúa en situaciones hostiles de elevado riesgo (redadas antiterroristas o contra el crimen organizado a gran escala, situaciones con rehenes, captura de individuos de extrema peligrosidad, etc.). 
A nivel nacional, el SAT. cuenta con unos 300 miembros. El entrenamiento de estos es efectuado en determinadas prefecturas de la región de Kanto (las localizaciones exactas están clasificadas). También se da un entrenamiento conjunto con las Fuerzas de Autodefensa de Japón; así, miembros del SAT han sido entrenados por personal de la 1.ª Brigada Aerotransportada (una de las unidades de élite de la Fuerza de Autodefensa Terrestre de Japón) en técnicas de inserción.

### Estructura
A la hora de llevar a cabo una operación, la rama del SAT en cada prefectura se divide en: un grupo que lleva a cabo el asalto, con el objetivo de capturar al criminal o criminales implicados en el suceso en cuestión; un grupo de francotiradores, encargados de efectuar disparos de precisión a distancias largas, así como de labores de reconocimiento; un grupo de apoyo técnico, encargado de proporcionar equipamiento electrónico, como micrófonos y cámaras; y una sección de mando, responsable de la planificación táctica.

### Rangos
- Comandante = Inspector (Keibu)
- Capitán del Equipo = Asistente de inspector (Keibuho)
- Líder de escuadra = Sargento (Junsabucho)

## Otros datos de interés
- Las identidades de los miembros del SAT son protegidas para evitar que sean atacados por criminales, extremistas, integrantes de grupos terroristas o de grupos del crimen organizado, etc.

- Los francotiradores del SAT están entrenados para matar con disparos precisos a la cabeza.

- Recientemente, operadores del SAT han llevado a cabo entrenamientos conjuntos con el Equipo de Rescate de Rehenes del FBI en tácticas CQB